# Kamensko (Švihovská vrchovina)
Kamensko (506 m n. m.) je zalesněný vrch nad stejnojmennou osadou nacházející se severně od města Blovice v okrese Plzeň-jih. Zhruba čtvrt kilometru na východ od kóty 506 prochází silnice III. třídy spojující Štítov a Žákavu.
Je tvořen především zpevněnými sedimenty, například břidlicemi a z hlediska lesů se jedná o lesy smrkové a modřínové. Na jižní straně vrchu se nachází skalní útvar Židova skála.